# Finlays komet
Finlays komet eller 15P/Finlay är en periodisk komet i Jupiterfamiljen. Den upptäcktes 1886 av William Henry Finlay vid Godahoppsudden, Sydafrika. Den visade inte upp någon svans vid upptäckten men var synlig även i Europa, USA och Australien redan under september. I november var den som störst (3 bågminuter) och observerades sista gången i april.
Beräkningar visade att den skulle återkomma 1893. Finlay fick åter syn på kometen i maj 1893 och den gick att följa fram till november. Dess framträdande 1899 var det ingen som observerade men 1906 års framträdande var mer fördelaktigt. Under 1910 passerade kometen bara 0,45 AU från Jupiter vilket förlängde omloppsbanan.
1919 återupptäcktes kometen som nu var mycket svårare att observera. 1926 var kometen mycket ljussvag och gick inte att observera igen förrän 1953. 2004 kom åter kometen nära Jupiter vilket fick kometen in i en omloppsbana som nu gör att den är mycket lättare att observera. Jordens och kometens omloppsbanor ligger idag varandra så nära som 1,9 miljoner kilometer.